# 天津大学建筑学院
天津大学建筑学院的历史可以追溯至1937年创建的津沽大学土木工程系及建筑工程系。1952年，高等学校院系调整中，津沽大学土木工程系及建筑工程系、北方交通大学建筑系与天津大学土木系共同组建了天津大学建筑工程系，张湘琳任系主任，徐中任建筑设计教研室主任。
而北洋大学原有的建筑类专业于抗日战争结束后留在西安发展成为今天的西安建筑科技大学。
1997年6月，天津大学进行学院制改革，在原建筑系基础上，结合王学仲艺术研究所，成立了天津大学建筑学院，张颀担任院长。